# Marcus Pacuvius
Marcus Pacuvius (asi 220 Brundisium – asi 130 př. n. l. Tarentum) byl římský autor tragédií archaického období.
Pacuvius byl příbuzným Quinta Ennia, zřejmě synem jeho sestry. Většinu života strávil v Římě, kde se věnoval psaní dramat a malování, zřejmě psal také satiry. Na sklonku svého života pak odchází do Tarenta, kde jej navštěvuje mj. jeho mladší kolega, Lucius Accius.
Z Pacuviova díla se zachovalo asi 400 veršů. Zachovaných 11 titulů jeho crepidat prozrazuje jeho zálibu ve složitých zápletkách; jako např. v tragédii Medus, kde Médea vydávající se za kněžku bohyně Diany prohlásí mladíka vydávajícího se za Hippolyta za svého vlastního syna Meda, aniž tuší, že jím skutečně je. Jsou mi milé patetické úvodní scény (úvodní scéna tragédie Iliona údajně dováděla publikum k slzám) a filosofické diskuse. Na jedné straně je vyzdvihována péče o melodiku verše, na druhé byl kritizován za vytváření zvláštních složenin. Další tituly nedochovaných Pacuviových děl jsou: Antiopa, Atalanta, Cryses, Hermiona, Niptra, Pentheus, Periboea a Teucer.
Pozdějším generacím se stával Pacuviův patos nesnesitelným a únavným a považovaly jeho styl za příliš drsný; přesto si určitou popularitu podržel, neboť úryvky z jeho hry Armorum iudicium (Rozhodnutí sporu o zbraně) byly citovány na pohřbu G. Iulia Caesara.